# Mercha kefula
| ֽ | Sof pasuq       |  | ֑   | Etnachta            |
| ֶ | Segol (Trope)   |  | ֓ ׀ | Schalschelet gedola |
| ֔ | Zaqef qaton     |  | ֕   | Zakef gadol         |
| ֗ | Rewia           |  | ֖   | Tipcha              |
| ֮ | Zarqa (Trope)   |  | ֙   | Paschta             |
| ֚ | Jetiw           |  | ֛   | Tewir               |
| ֜ | Geresch (Trope) |  |    | Gerschajim (Trope)  |
| ֡ | Pazer           |  | ֟   | Qarne para          |
| ֠ | Telischa gedola |  | ֣ ׀ | Munach Legarmeh     |

| ֣ | Munach           |  | ֤ | Mahpach         |
| ֥ | Mercha           |  | ֦ | Mercha kefula   |
| ֧ | Darga (Trope)    |  | ֨ | Qadma           |
| ֩ | Telischa qetanna |  | ֪ | Jerach ben jomo |
| ֖ | Majela (Trope)   |  |  |                 |

Mercha kefula ◌֦ (hebräisch מֵרְכָא כְפוּלָ֦ה) ist eine Trope in der jüdischen Liturgie und zählt zu den biblischen Satz-, Betonungs- und Kantillationszeichen Teamim, die im Tanach erscheinen.

## Begriffe
| Trope                                                                          |
| ------------------------------------------------------------------------------ |
| von altgriechisch τρόπος tropos über jiddisch טראָפּ trop dt.: Betonung, Melodie |

In der aschkenasischen Tradition wird das Betonungszeichen Mercha kefula (hebräisch מֵרְכָא כְפוּלָ֦ה; en.:double mercha) genannt. In der sephardischen Tradition kann es auch Tere ta’ame (aramäisch תְּרֵי טַעֲמֵ֦י; dt.: zwei Betonungszeichen) genannt werden.
In der italienischen Tradition wird es auch Teren ḥutrin (aramäisch תְּרֵין חוּטְרִ֦ין; dt.: zwei Gräben) genannt. In der jemenitischen Tradition wird es auch tare ta'ame ausgesprochen.

## Symbol
Sie besteht aus den verdoppelten Symbolen des Mercha, das unter dem ersten Buchstaben der betonten Silbe gesetzt wird.

## Grammatik
Mercha kefula ist ein konjunktives Betonungszeichen, das vor Tipcha erscheint an der Stelle von Tewir. Mercha kefula ist ein seltener Ersatz des regulären Mercha. Einem Mercha kefula geht immer ein Darga voraus und dem Mercha kefula folgt immer ein Tipcha.

## Vorkommen
| Teil des Tanach | Mercha kefula |
| --------------- | ------------- |
| Tora            | 5             |
| Nevi’im         | 5             |
| Ketuvim         | 4             |
| Gesamt          | 14            |

Mercha kefula ist eine selten vorkommende Trope. Die fünf Vorkommen in der Tora sind in

Gen 27,25  וַיָּ֧בֵא לֹ֦ו יַ֖יִן,

Ex 5,15  לָ֧מָּה תַעֲשֶׂ֦ה כֹ֖ה לַעֲבָדֶֽיךָ׃,

Lev 10,1  אֲשֶׁ֧ר לֹ֦א צִוָּ֖ה אֹתָֽם׃ und

Num 14,3  הֲלֹ֧וא טֹ֦וב לָ֖נוּ und 32,42  וַיִּקְרָ֧א לָ֦ה נֹ֖בַח בִּשְׁמֹֽו׃.
Die Tabelle zeigt das Vorkommen in den 21 Büchern.